# Union baptiste d'Afrique australe
L’Union baptiste d'Afrique australe (anglais : Baptist Union of Southern Africa) est une association chrétienne évangélique d'églises baptistes en Afrique du Sud.  Elle est affiliée à l’Alliance baptiste mondiale et l’Evangelical Alliance of South Africa. Son siège est situé à Roodepoort.

## Histoire
L’union a ses origines dans les premières églises baptistes fondées  à Salem au Cap-Oriental et à Grahamstown en 1823, par William Miller, un pasteur baptiste anglais . L’Union a été fondée en 1877 par quatre églises anglophones et une église germanophone . La Société missionnaire baptiste sud-africaine a été créée en 1892. Selon un recensement de l’association, en 2023 elle disait avoir 537 églises et 36,591 membres.

## Organisation missionnaire
La convention a une organisation missionnaire, Missions Board .

## Programmes sociaux
Elle a une organisation humanitaire, Deed of Love Ministry .

## Écoles
En 1951, l'Union a établi le Collège théologique baptiste d'Afrique australe (Baptist Theological College of Southern Africa) à Randburg (Johannesburg) et le Séminaire baptiste du Cap (Cape Town Baptist Seminary)  en 1974 au Cap.